# Suezmax

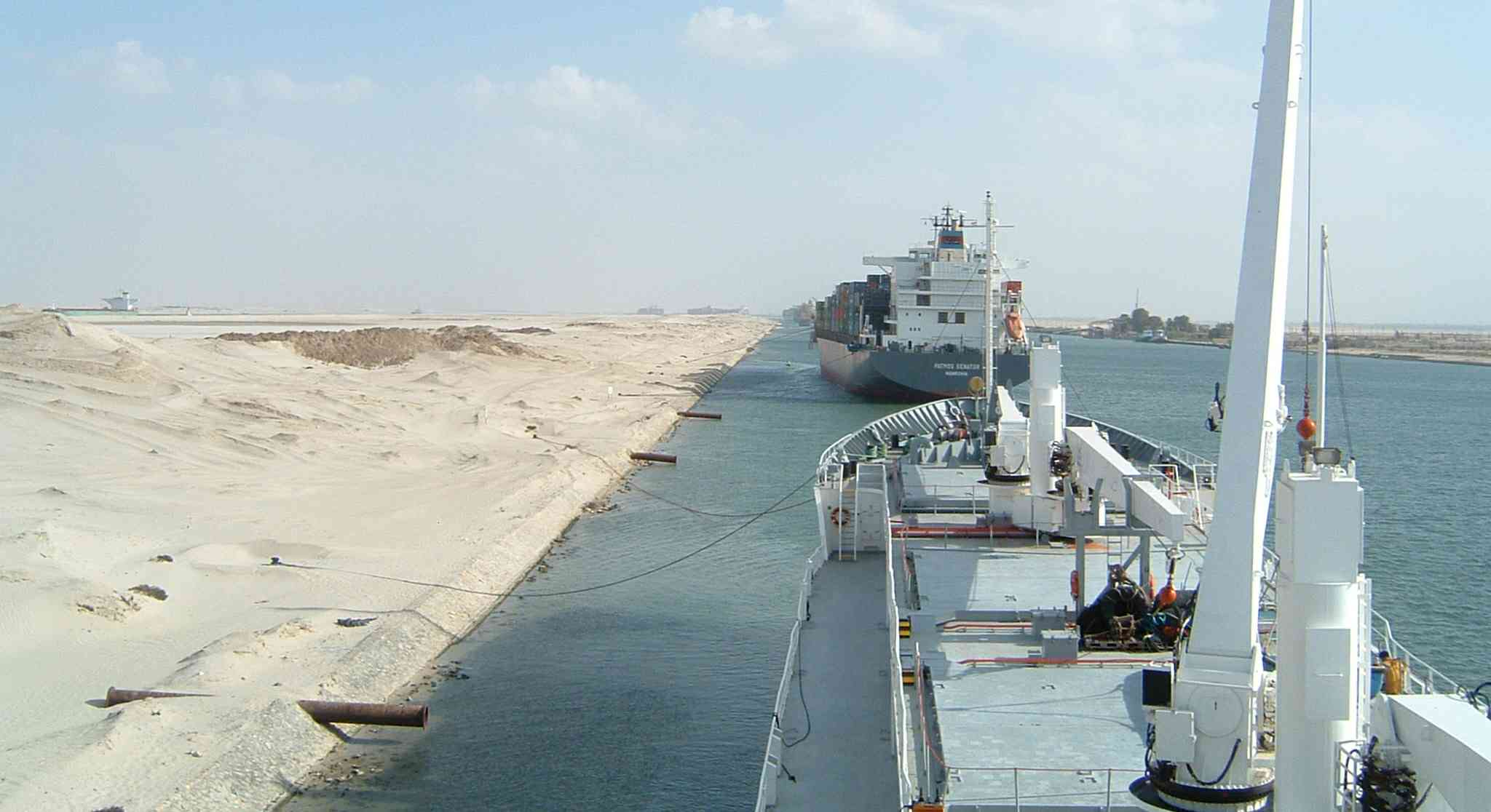
Konwój statków podczas podróży przez Kanał Sueski

Suezmax – statek o maksymalnych wymiarach gabarytowych umożliwiających żeglugę przez Kanał Sueski. Wielkość statku ograniczona jest głębokością toru wodnego wynoszącą obecnie 23 metry. Po konflikcie wojennym w latach 1967 - 1975 kanał zmodernizowano, uprzednio głębokość toru wodnego wynosiła 16 m. Obecnie teoretyczne wielkości wymiarów statków przedstawiają się następująco:
- zanurzenie 21,3 m
- szerokość 70 m
- długość 500 m
- nośność 150 tysięcy DWT dla statków załadowanych (przed modernizacją 80 tysięcy DWT) i 200 tysięcy DWT po częściowym rozładowaniu.

Ta ostatnia graniczna wielkość powoduje, że Kanał Sueski jest dostępny dla większości statków, z wyjątkiem bardzo dużych tankowców i masowców (tzw. Capesize).
Polskimi statkami typu Suezmax były: MS Zawrat, MS Sokolica, MS Czantoria.